# Танни, Джин
Джин Танни (англ. Gene Tunney, полное имя Джеймс Джозеф Танни, англ. James Joseph Tunney; 25 мая 1897 года, Нью-Йорк, США — 7 ноября 1978 года, Стемфорд, США) — американский боксёр-профессионал, чемпион мира в супертяжёлом весе.

## Биография
Джин Танни родился в Нью-Йорке 25 мая 1897 года. Боксом начал заниматься в детстве, а продолжил во время службы в морской пехоте. В 1918 году попал вместе с американской армией во Францию, где ему очень понравилось.
После окончания Первой мировой войны Танни победил чемпиона американского экспедиционного корпуса в тяжелом весе Боба Мартина, однако бо́льшую часть боев проводил тогда как полутяжеловес и закончил свое пребывание во Франции тем, что после 20 с лишним встреч завоевал звание чемпиона экспедиционного корпуса в полутяжелом весе.
В конце 1919 года Танни вернулся в Америку, где в тяжелом весе чемпионом мира был Джек Дэмпси. В начале 1922 года его заметили после победы над очень сильным полутяжеловесом Баттлингом Левински, но в том же году Джину пришлось пережить и единственное в своей карьере поражение, причём от средневеса. Это случилось 23 мая 1922 года, а противником его был Гарри Греб. После 15 раундов судьи отдали победу по очкам Гребу. Позднее Танни взял реванш, дважды победив по очкам Греба в официальных боях 1923—1924 годов. Позже соперники провели ещё 2 боя без официального решения судей, один из которых в 1924 году был весьма спорно признан ничейным, второй в 1925 году — победа Танни.
Важную победу Танни одержал в 1924 году, победив знаменитого французского боксера Жоржа Карпантье техническим нокаутом в пятнадцатом раунде. На следующий год победил Томми Гиббонса нокаутом в двенадцатом раунде.
23 сентября 1926 года в Филадельфии на выставке Sesquicentennial Exposition состоялся долгожданный бой за звание чемпиона мира в тяжелом весе Демпси-Танни. При этом по требованию чемпиона была принята беспрецедентная формула для боя за титул — всего 10 раундов. Требование Танни о том, чтобы бой длился как минимум 15 раундов, было отвергнуто. Несмотря на это именно Танни одержал победу, став новым чемпионом мира. Публика оказалась не готова к поражению Демпси и после боя стали распространяться слухи о том, что Джеку что-то подмешали в воду, которую давали во время боя или накануне в пищу.
22 сентября 1927 года состоялся матч-реванш Танни-Демпси. В этом бою произошёл один из самых известных и спорных эпизодов в истории профессионального бокса. В первой половине боя Танни все время опережал Демпси, выигрывая по очкам. Однако в седьмом раунде все чуть не повернулось в обратную сторону, Танни пропустил длинную серию ударов, завершившуюся левым боковым в челюсть, и впервые в жизни оказался на полу. Демпси не сразу отошёл в угол, а пока рефери отводил его, прошло примерно четыре секунды. Однако отсчитывать нокдаун он начал не с «пяти», как было бы положено в таком случае, а с «одного». Таким образом, Танни получил несколько лишних секунд на передышку. Как только рефери дошёл до счёта «девять», Джин вскочил на ноги. Демпси бросился к нему довершать начатое, но Танни без больших проблем ушёл от всех его атак. В том же раунде Демпси пропустил удар под сердце, после которого, как он сам говорил, думал уже не о победе, а о том, как бы уйти с ринга живым, но устоял на ногах. В восьмом раунде Демпси все же попал в нокдаун, однако вскочил до того, как рефери успел открыть счет. Тем не менее все три последних раунда бой шёл в одни ворота, но Демпси сумел закончить его на ногах. Танни одержал победу единогласным решением. После боя многие говорили не столько о победе Танни, сколько о злополучном нокдауне в седьмом раунде. Потому Танни очень хотел ещё раз встретиться с Демпси, причём обязательно в 15-20-раундовом бою, но Джек отказался,  мотивируя свой отказ усталостью от бокса.
В 1928 году Джин провел ещё всего один бой с Томом Хини и нокаутировал своего соперника в одиннадцатом раунде. Вскоре он заявил, что покидает ринг. К этому моменту он был богат, потом удачно женился, занялся бизнесом и преуспел в этом. Имел четырёх детей, один из его сыновей — Джон Танни — стал впоследствии сенатором США.
Вскоре после ухода с ринга Танни написал книгу «Мужчина должен драться».

## Факты
Джин Танни входит в клуб боксёров-тяжеловесов — чемпионов мира, которые побеждали всех своих соперников на профессиональном ринге. В этот клуб, помимо него входят Рокки Марчиано (чемпион мира в 1952—1956 гг., 49 матчей на ринге, 49 побед), Риддик Боу (чемпион мира в 1992—1993 гг., 45 матчей на ринге, 43 победы, 1 поражение, 1 несостоявшийся) и Леннокс Льюис (чемпион мира в 1993—1994, 1997—2001 и 2001—2003; 44 боя, 41 победа, 2 поражения, 1 ничья).

## Видео
- — Бой Джин Танни-Джек Демпси, 22 сентября 1927 года, Чикаго.

## Результаты боёв
| Бой | Дата | Соперник | Судьи | Место боя | Раундов | Результат | Дополнительно |
| --- | ---- | -------- | ----- | --------- | ------- | --------- | ------------- |
|     |      |          |       |           |         |           |               |
| Бой | Дата | Соперник | Судьи | Место боя | Раундов | Результат | Дополнительно |